# Saber Ben Frej
Saber Ben Frej (Gobernación de Mahdía, Túnez, 3 de julio de 1979) es un exfutbolista de Túnez que jugaba en la posición de defensa.

## Carrera

### Club
| Periodo   | Club             | Apariciones | Goles |
| --------- | ---------------- | ----------- | ----- |
| 2003-2007 | Étoile du Sahel  | 33          | 14    |
| 2008–2009 | Le Mans UC72     | 16          | 0     |
| 2010–2011 | ES Hammam-Sousse | 11          | 1     |

### Selección nacional
Jugó para Túnez en 13 ocasiones de 2004 a 2008 y anotó un gol; participó en la Copa Africana de Naciones 2008 donde fue seleccionado en el equipo ideal del torneo.

## Logros

### Club
- CLP-1 (1): 2006/07
- Copa Confederación de la CAF (1): 2006
- Liga de Campeones de la CAF (1): 2007
- Recopa Africana (1): 2003

### Individual
- Equipo Ideal de la Copa Africana de Naciones 2008.